# 新城警察署
新城警察署（しんしろけいさつしょ）は、愛知県警察が管轄する警察署の1つである。

## 所在地
- 愛知県新城市片山字東野畑349-2

## 管轄区域
- 新城市

## 沿革
- 1879年 南設楽郡新城町(旧)新城警察署が設置される。
- 1896年 (旧)豊橋警察署より分離独立し、八名郡八名村富岡に富岡警察署が設置される。
- 1948年 旧警察法制定により、(旧)新城警察署が、国家地方警察の八楽地区警察署に改組され、富岡警察署を実質吸収合併。さらに自治体警察の新城町警察が発足する。
- 1951年 旧警察法改正で自治体警察の新城町警察廃止。八楽地区警察署に統合。
- 1954年 愛知県警察発足で、八楽地区警察署は、南設楽郡、八名郡全域を管轄する愛知県新城警察署となる。

## 組織
- 警務課
  - 警務係
  - 住民サービス係
  - 留置管理係
- 会計課
  - 会計係
- 生活安全課
  - 生活安全係
- 地域課
  - 地域総務係
  - 地域(第一係～第三係)
- 刑事課
  - 捜査係
- 交通課
  - 交通総務係
  - 指導取締係
  - 事故捜査係
- 警備課
  - 警備係

## 交番
（ ）の中は所在地
- 新城駅前交番（新城市字宮ノ西27番地1）

## 駐在所
（ ）の中は所在地
- 大海駐在所（新城市大海字中貝津46番地10）
- 川路駐在所（新城市竹広字連吾289番地10）
- 日吉駐在所（新城市日吉字中貝津18番地）
- 富岡駐在所（新城市富岡字大屋敷8番地29）
- 一鍬田駐在所（新城市一鍬田字九五41番地7）
- 豊島駐在所（新城市豊島字竜谷5番地100）
- 野田駐在所（新城市野田字東町屋敷26番地）
- 平井駐在所（新城市平井字原97番地）
- 能登瀬駐在所（新城市能登瀬字上谷平73番地3）
- 川合駐在所（新城市川合字小西45番地5）
- 大野駐在所（新城市大野字久羅下43番地1）
- 山吉田駐在所（新城市下吉田字五反田184番地1）
- 長篠駐在所（長篠字内金5番地7）
- 玖老勢駐在所（新城市玖老勢字上貝津12番地2）
- 鳳来西駐在所（新城市只持字中貝津32番地1）
- 海老駐在所（新城市海老字宮ノ前55番地1）
- 高里駐在所（新城市作手高里字宮前22番地1）
- 戸津呂駐在所（新城市作手保永字カド6番地1）

## 主な未解決事件
なし